# 居駒永幸
居駒 永幸（いこま ながゆき、1951年 - ）は、日本の国文学者。明治大学教授。博士（文学）（國學院大学・論文博士・2003年）（学位論文「古代の歌と叙事文芸史」）。専攻は、日本古代文学・日本民俗学。

## 経歴
山形県に生まれる。1973年、國學院大學文学部文学科日本文学専攻卒業、1979年、同大学院博士後期課程満期退学。明治大学教養部助教授、経営学部助教授を経て、教授。2003年、「古代の歌と叙事文芸史」で、國學院大學より博士（文学）の学位を取得。2004年、第20回日本歌謡学会志田延義賞受賞
。

## 著書

### 単著
- 『古代の歌と叙事文芸史』（笠間書院〈明治大学人文科学研究所叢書〉、2003年）
- 『東北文芸のフォークロア』（みちのく書房、2006年）
- 『歌の原初へ - 宮古島狩俣の神歌と神話』（おうふう〈明治大学人文科学研究所叢書〉、2014年）

### 共編著
- 『日本書紀「歌」全注釈』（大久間喜一郎共編、笠間書院、2008年）
- 『レポート論文のStart Line - 書ける自分を作る』（畑中基紀・岡崎直也・斎藤静隆・永野宏志共編、おうふう、2012年）
- 『古典にみる日本人の生と死 いのちへの旅』（原道生・金山秋男共著、笠間書院〈明治大学人文科学研究所叢書〉、2013年）